# Olha Frankó
Olga Fedorivna Frankó (en ucraniano: Ольга Федорівна Франко; Víriv, 24 de julio de 1896 - Leópolis, 27 de marzo de 1987) fue una escritora ucraniana, creadora del primer libro de cocina ucraniana. A veces se le hace referencia como Olha Frankó Jr.

## Biografía
Olga Fedorivna Bilevich nació el 24 de julio de 1896 y después de terminar sus estudios de secundaria, trabajó como profesora de ucraniano en una escuela de niñas en la ciudad de Busk. Estudió cocina culinaria en la Escuela Superior de Agricultura de Viena durante dos años.Franko pertenece a la famosa familia Bilevich. Tras la muerte de su primera esposa (Kamenyar-Moses) se casó con Petró Frankó, convirtiéndose en nuera del activista y poeta ucraniano Iván Frankó.A menudo se confunde a Olga Frankó con su suegra, ya que ambas tienen exactamente el mismo nombre. Informalmente se llamaban "junior" y "senior" para evitar confusiones.
En 1987, Frankó murió a la edad de 91 años. Aunque su marido había sido asesinado en 1941, ella nunca supo de su destino.

## Obras
Frankó escribió Cocina práctica (en ucraniano: практична кухня), publicado en 1929 en Kolomyia, un libro centrado en recetas de Galitzia, aunque también tiene alrededor de un 20% de recetas ucranianas. Se dice que fue uno de los primeros libros de recetas sobre cocina ucraniana. El libro se reimprimió en 1991 con el nuevo título Cocina práctica, y de nuevo en 2019 con prólogo de Marianna Dushar.  Contenía recetas centradas en platos tradicionales elaborados con ingredientes locales.

En 1937, Frankó publicó su segundo libro Cocina nacional centrado en los aspectos nutricionales de la cocina.En su libro, animaba a las amas de casa a exigir a las autoridades locales inspecciones de la calidad de los alimentos.

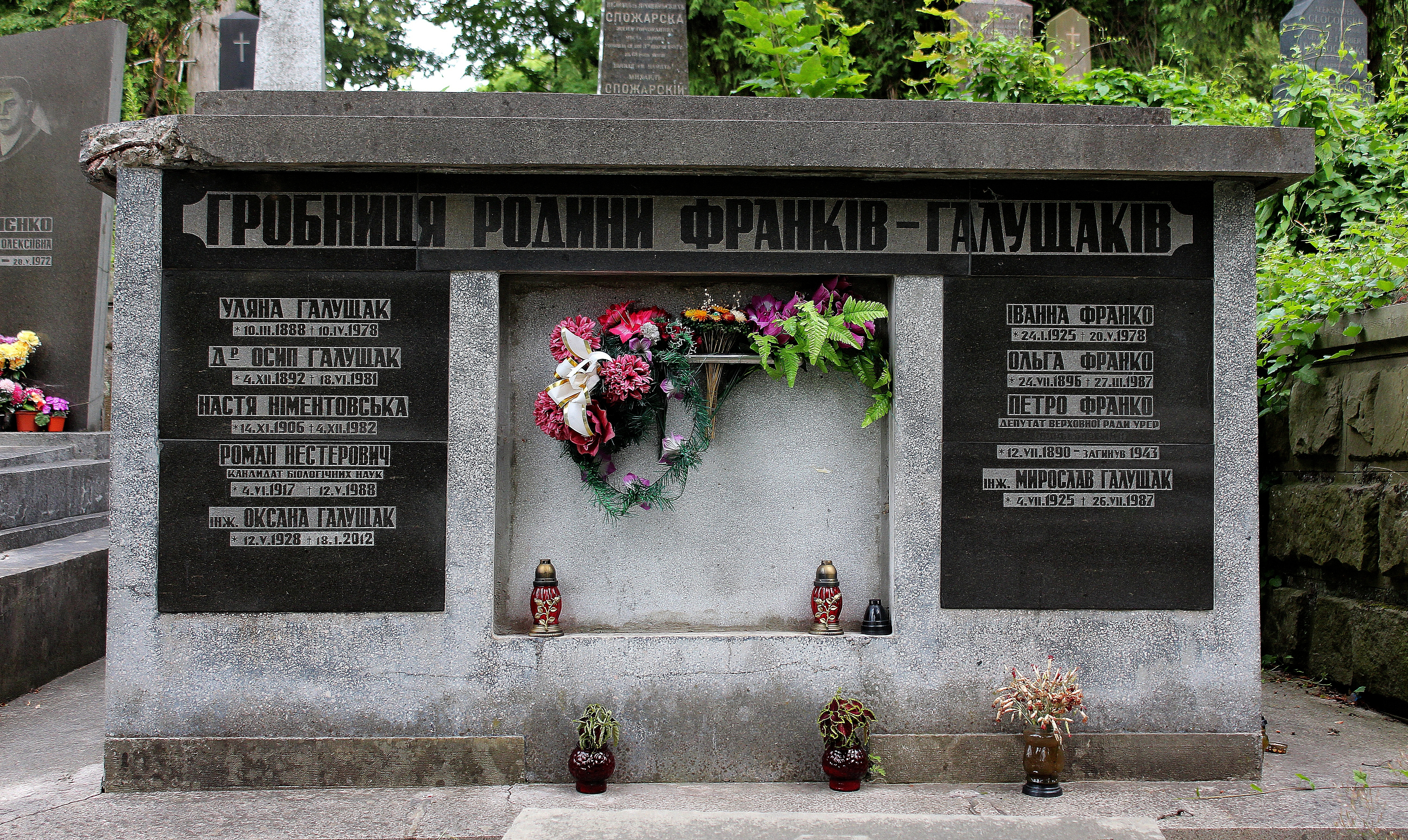
Tumba de la familia Frankó-Halushchak, cementerio de Lichákiv (Leópolis)